# 서부 유구르어
서부 유구르어는 간쑤성의 소수민족인 유구르족 중 튀르크어족 언어를 사용하는 집단의 언어이다. 전통적으로 같은 민족으로 분류되어 온 또다른 집단은 몽골어족에 속하는 동부 유구르어를 사용한다.
화자 수는 약 4,600명이다. 화자는 주로 간쑤성의 쑤난 위구족 자치현에 분포한다.
현대 위구르어와는 별개인 고대 위구르어(회홀어)의 직접적 후예이며, 이는 언어학적으로 시베리아 튀르크어파라는 계통을 이룬다. 그 중에서도 유구르어는 유독 고대 튀르크어의 몇몇 특징을 잘 보존하고 있는 언어로 여겨진다.

## 같이 보기
- 동부 유구르어
- 고대 튀르크어